# Фаго (Уеска)
Фаго (ісп. Fago) — муніципалітет в Іспанії, у складі автономної спільноти Арагон, у провінції Уеска. Населення — 31 особа (2009).
Муніципалітет розташований на відстані близько 350 км на північний схід від Мадрида, 75 км на північний захід від Уески.

## Демографія
Динаміка населення (INE ):